# Outchkocha
L'Outchkocha est une rivière du Kirghizistan d'une longueur de 70 km qui forme la Talas en confluant avec la Karakol.

## Source de la traduction
- (de) Cet article est partiellement ou en totalité issu de l’article de Wikipédia en allemand intitulé « Utschkoschoi » (voir la liste des auteurs).